# Abdoulaye M'Baye
Pour les articles homonymes, voir Mbaye.
Abdoulaye M'Baye est un joueur français de basket-ball né le 3 novembre 1988 à Berck. Il joue au poste d'arrière.

## Biographie
Il grandit en banlieue d'Orléans, à Chécy dans le Loiret où il apprend à jouer au basket-ball en poussin, à la JSC, puis formé au Centre fédéral de basket-ball.
Cet arrière de 1,89 m pour 77 kg a signé un premier contrat professionnel pour la saison 2006-2007 avec la JDA Dijon, qu'il quitte pour la SIG en 2010. Durant son passage à Dijon, il participe à deux reprises au All-Star Game de la ligue, en 2008 et 2009 au sein de l'équipe française.
En 2012, il s'engage avec le BCM Gravelines Dunkerque.
Le 23 octobre 2013, il se blesse au poignet dans les dernières minutes du match contre Bonn et doit subir une opération du poignet. En février 2014, il reprend l'entraînement et joue son premier match de l'année civile le 19 contre Ankara.
Le 22 juin 2014, il rejoint le Rouen Métropole Basket pour 2 saisons.
En février 2015, il se blesse et souffre d'une entorse grave du ligament croisé antérieur. Sa saison 2014/2015 est terminée.
Le 30 octobre 2015, il fait son retour sur les parquets en jouant 12 minutes lors de la sixième journée de Pro A. Il se blesse à nouveau au genou le 26 février 2016 face à l'ASVEL engendrant à nouveau la fin de sa saison.
En janvier 2017, il fait des essais au SLUC Nancy et y signe jusqu'à la fin de la saison 2016-2017.
Le 14 septembre 2017, après des essais durant l'été, il s'engage avec le Provence Basket. A la fin de la saison, il remporte les playoffs et contribue à l'accession historique de Fos-sur-Mer à l'élite du basket français. Durant l'été 2018, il prolonge avec Fos-sur-Mer et retrouve la première division.

## Équipe de France
Il a été champion d'Europe juniors en juillet 2006 avec l'Équipe de France.
Le 6 mai 2014, il fait partie des remplaçants de la liste des seize joueurs pré-sélectionnés pour l'équipe de France A' pour effectuer une tournée en Chine et en Italie durant le mois de juin.

## Clubs successifs
- 2003-2006 :  Centre fédéral (Nationale 1)
- 2006-2010 :  JDA Dijon (Pro A)
- 2010-2012 :  Strasbourg IG (Pro A)
- 2012-2014 :  BCM Gravelines-Dunkerque (Pro A)
- 2014-2016 :  SPO Rouen/Rouen MB (Pro A)
- 2016-2017 :  SLUC Nancy (Pro A)
- 2017-2019 :  Fos PB (Pro B, puis Pro A)
- 2019-2020 :  Poitiers Basket 86 (Pro B)

## Palmarès

### Sélection nationale
- Médaille d'or au championnat d'Europe en Cadets (2004)
- Médaille d'or au championnat d'Europe en Juniors (2006)
- Médaille de bronze au championnat du monde en Juniors (2007)

### Club
- Vainqueur de la Disney Land Leaders Cup 2013 avec le BCM Gravelines Dunkerque

### Distinction(s) individuelle(s)
- Meilleur marqueur français de Pro A en 2008-2009 (14,9 pts de moyenne par match)